# Beulah Louise Henry
Beulah Louise Henry (Carolina del Norte, 11 de febrero de 1887 – febrero de 1973) fue una inventora apodada en la década de los años 30 como "Lady Edisson" en analogía a sus múltiples inventos desarrollados.
Entre sus inventos más destacados se encuentran la máquina de coser sin bobinas y la máquina congeladora que permitía hacer helados más rápidamente y con un menor gasto de hielo. Durante su vida desarrolló un total de 49 patentes y 110 inventos.

## Infancia y educación
Nació en Carolina del Norte, hija de Walter R. y Beulah Henry era nieta del Gobernador de Carolina del Norte W. W. Holden y descendiente directa de Patrick Henry. Entre 1909 y 1912 asistió a la escuela presbiteriana de Carolina del Norte y al Elizabeth College, en Charlotte, Carolina del Norte, donde desarrolló sus primeras patentes.

## Carrera como inventora
Se trasladó a Nueva York en 1924, donde llegó a crear dos empresas. Además, entre 1939 y 1955 trabajó como inventora para Nicholas Machine Works así como de consultora para diversas empresas que utilizaron sus inventos, incluyendo la Mergenthaler Linotype Company y la Compañía Internacional de muñecas. Durante su estancia en Nueva York, perteneció a la sociedad científica de la ciudad; nunca se casó.

## Inventos
Entre la lista parcial de inventos de Henry se incluyen los siguientes:
- Máquina congeladora para hacer helados (1912) [4]
- Paraguas con varios colores (1924)
- Rodillo de pelo (1925)
- Bolsa para paragüas (1925)
- Umbrella Runner Shield Attachment (1926)
- Aparato para hacer deporte en el agua (1927)
- Muñeca Poodle-Dog (1927)
- Cobertor de bolas (1927)
- Cobertor de pies (1927)
- "Dolly Dips" esponjas infantiles rellenas con jabón (1929)
- "Miss Illusion" muñeca con ojos que podían cambiar de color y cerrarse (1929)
- Dispositivo Henry de sellado para artículos inflables (1930)
- Válvula Henry para artículos inflables (1931)
- " Protógrafo " - máquina para realizar cuatro copias de un documento mecanografiado (1932)
- Máquina de escribir (1936)
- Máquina de coser de puntada de cadena doble (1936)
- Máquina de coser sin bobina (1940)
- Dispositivo de Alimentación y Alineación (1940)
- Costura y método de formar costuras (1941)
- Aparato de costura (1941)
- Máquina de escribir a máquina (1941)

```
Muñeca Poodle-Dog
```

- Dispositivo para producir sonidos articulados (1941)
- Duplex Sound Producer (1944)
- Sobres continuamente unidos (1952)
- Abrelatas (1956)
- Sobre de correo directo y de retorno (1962)

## Reconocimientos
Beulah L. Henry fue incluida en el National Inventors Hall of Fame en el año 2006.

## Lecturas adcionales
- A profile of Henry and her inventions is given in Stanley's Mothers and Daughters of Invention (1993, Scarecrow Press; 1995, Rutgers University Press), pp. 351–2,366-7,417, 420-26.

- Datos: Q41582
- Multimedia: Beulah Louise Henry / Q41582